# 馬鞍牆

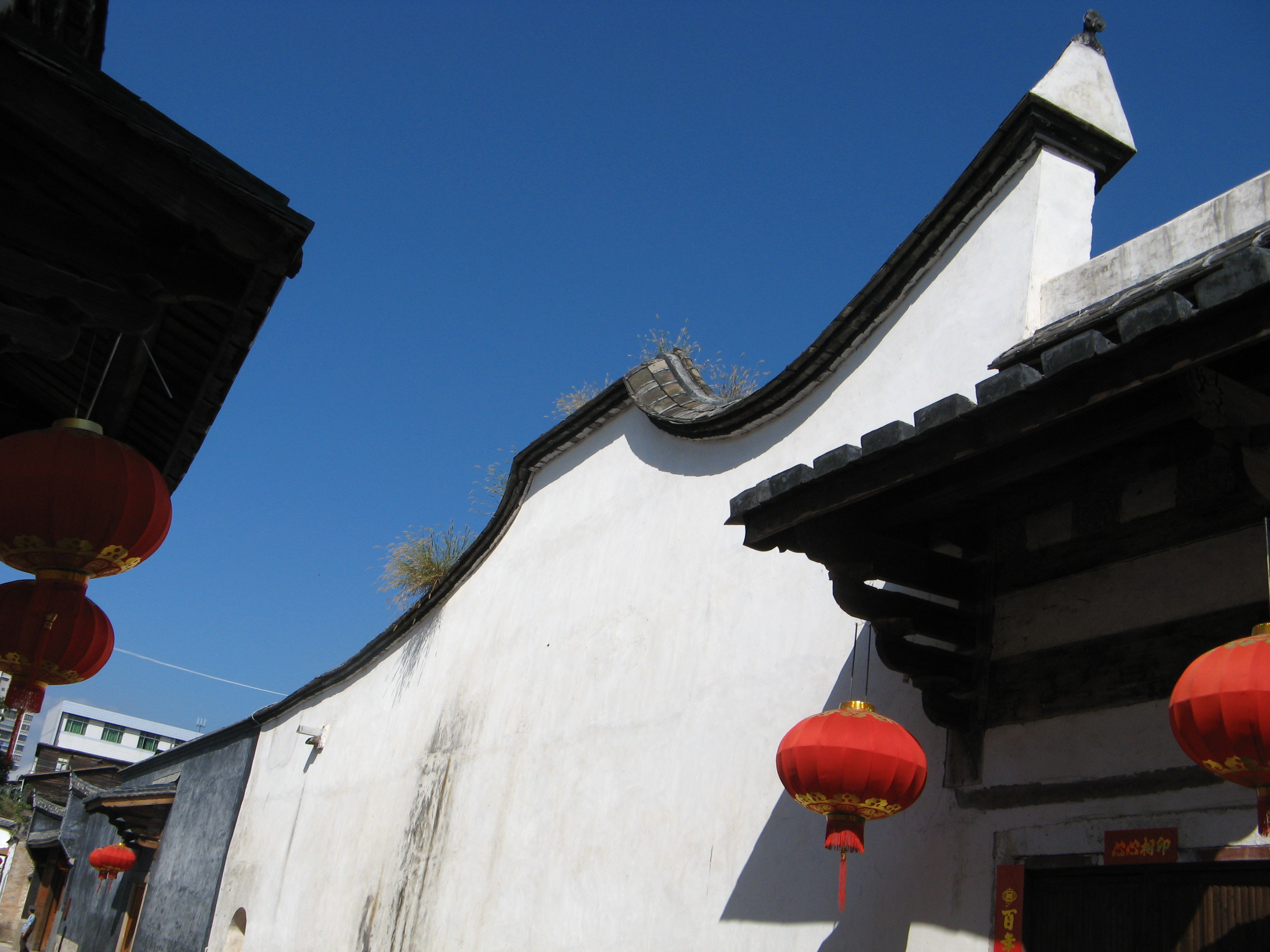
典型的福州风火墙，摄于三坊七巷的黄巷

馬鞍牆（平話字：mā-ăng-chiòng、huōi-chiòng），又稱「風火山牆」（馬祖人多作「封火山牆」），是封火墙的一种，是中国传统建筑中山墙的一种形式。福州派建筑的马鞍墙不同于徽派建筑的馬頭牆，具有强烈的閩都特色，集中见于福建的福州和宁德地区，作用在于分割空间围合庭院、防范火患及祈福镇邪，其功用与其他形制的封火墙相类似，但在形态上具有浓郁的地方特色。閩都傳統传统民居的山墙，即閩都风火墙是以马鞍形曲线构成，称为马鞍墙，亦有采用弓形、平行阶梯形，这与江南传统建筑中以直线型的直角阶梯式馬頭墙为主的特征迥然相异。
馬祖承襲福州閩都文化，當地封火山牆較多見於廟宇使用，以及新造閩都式建築，其造形似相連的「人人」形，頭尾向上揚或向前後延伸，有的更具有誇張向天直射之尖角，或中間尖角採圓弧形。如馬祖人的新故鄉桃園市八德區在該區介壽路二段973巷15號建的馬祖文化會館，即是封火山牆的造型。

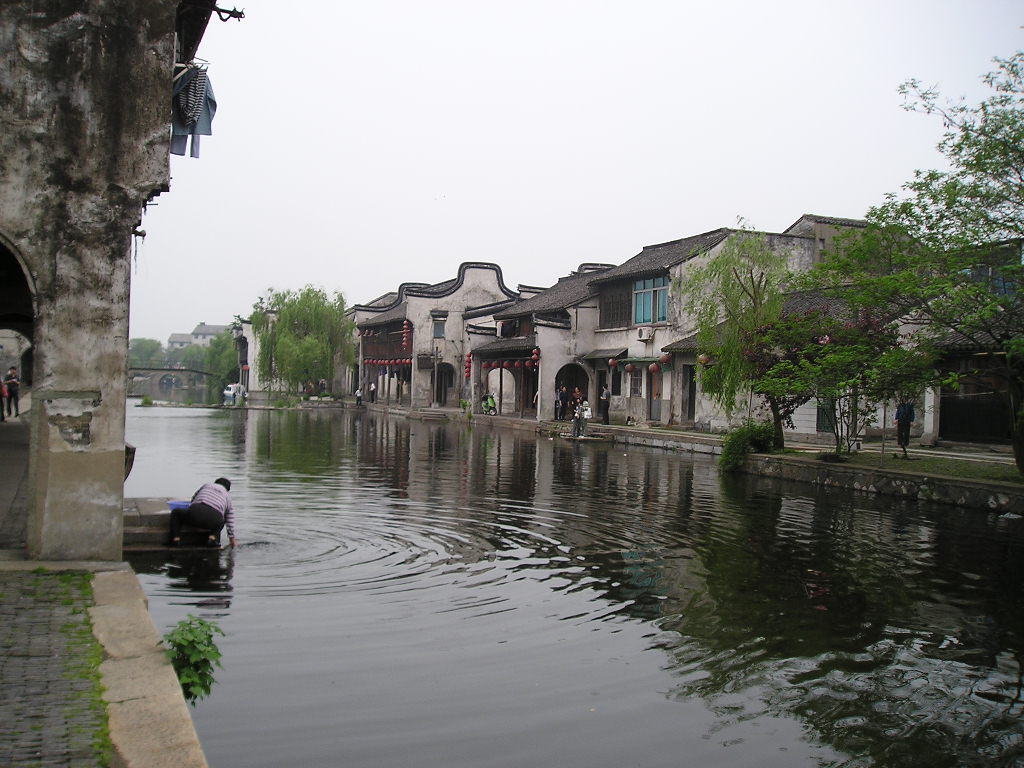
浙江北部的部分建築已初具馬鞍墻形態。

## 照片廊

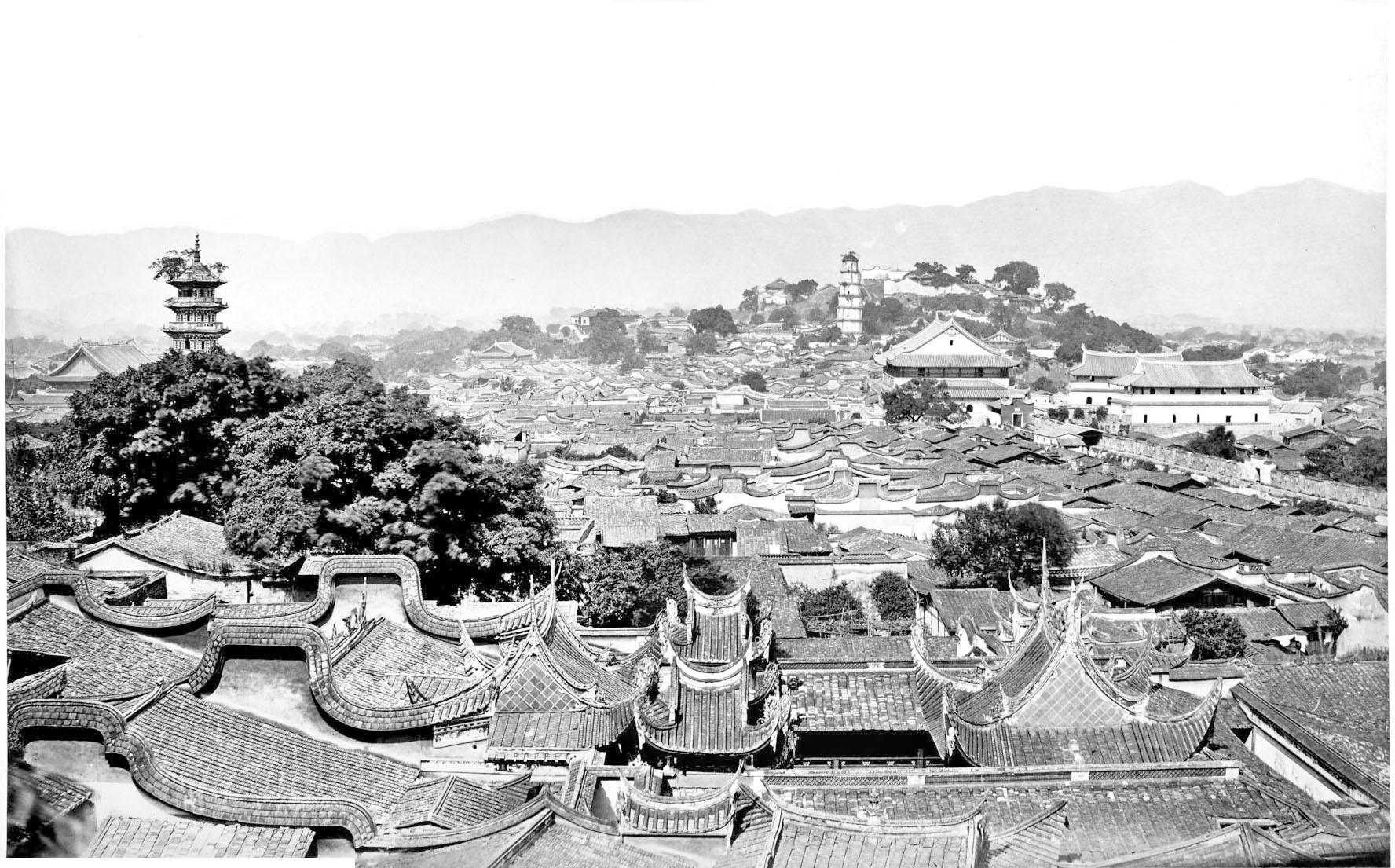
清末福州旧城一角，风火墙围合的民居给人带来美的视觉冲击
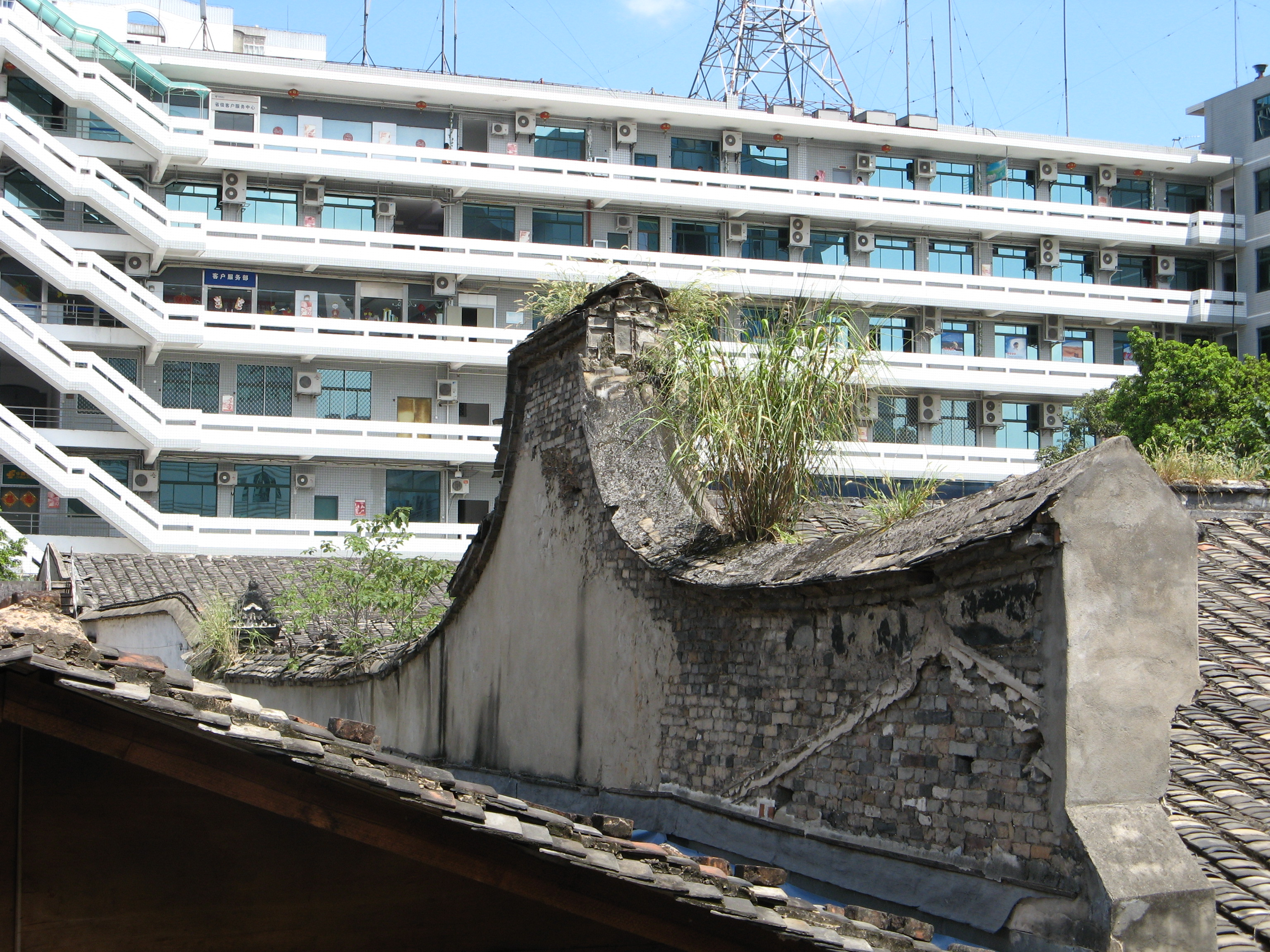
湮没于现代都市的风火墙，摄于东街口
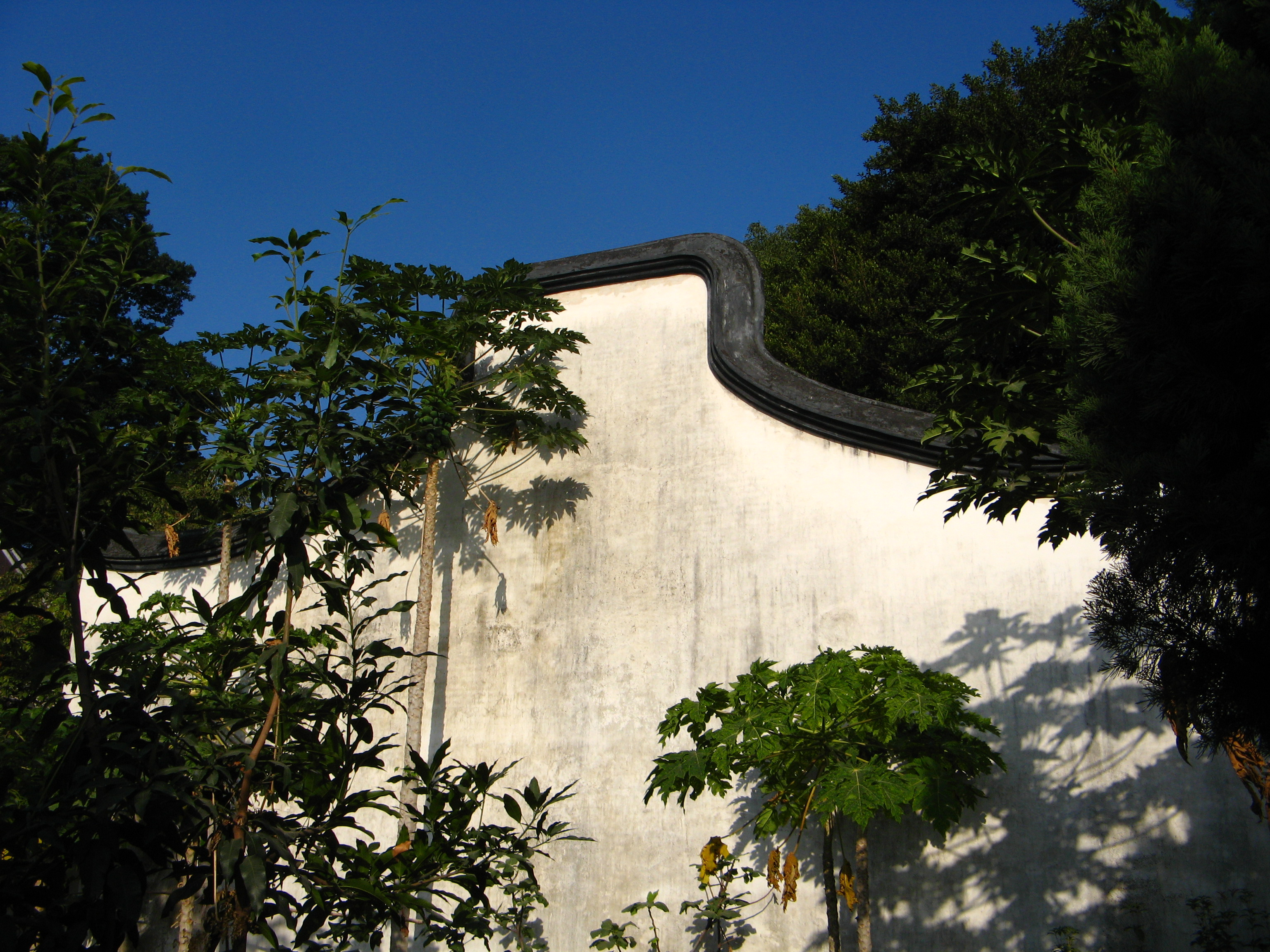
乌山道山观内的风火墙
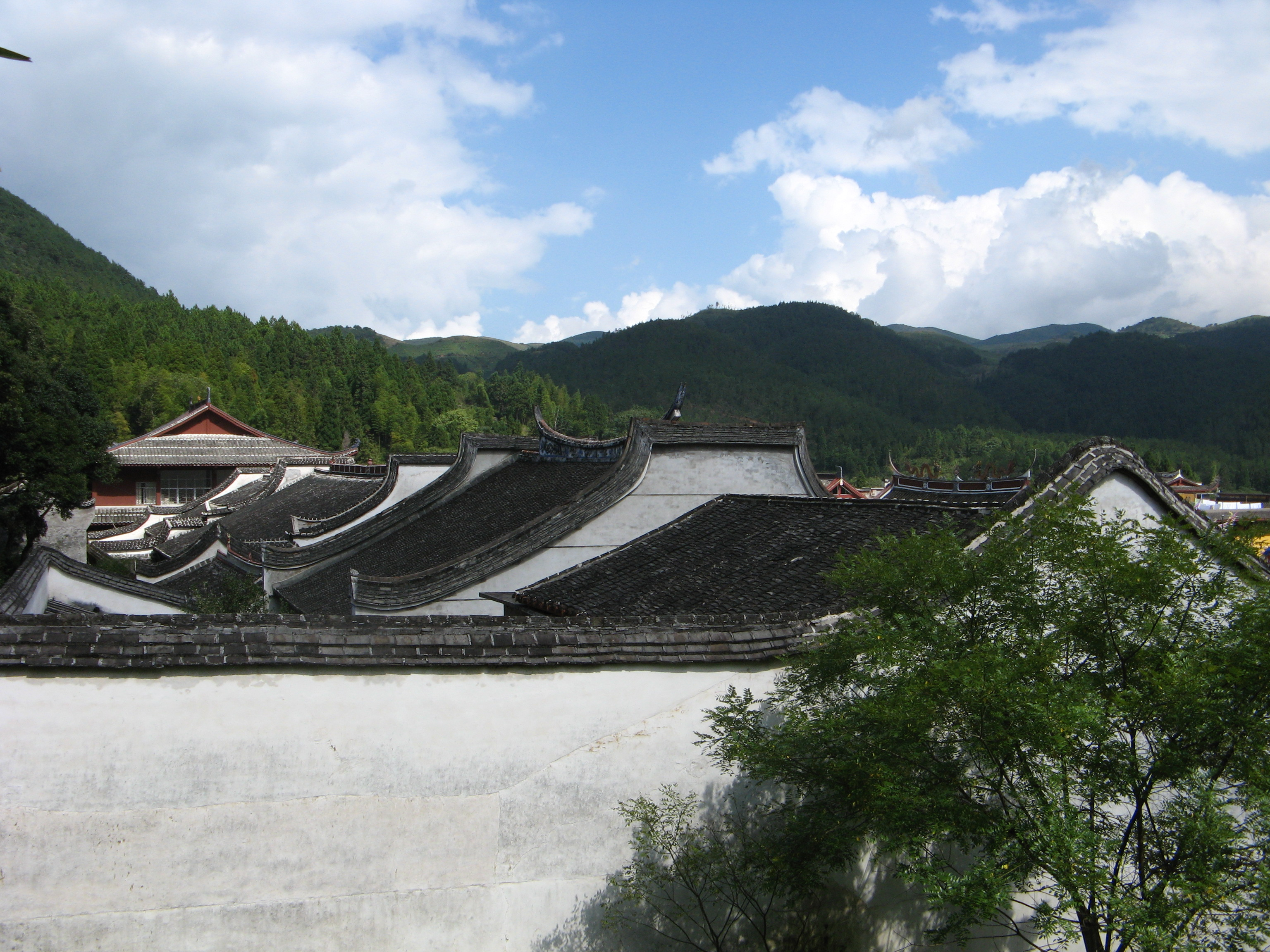
闽侯雪峰寺的风火墙寺庙建筑群
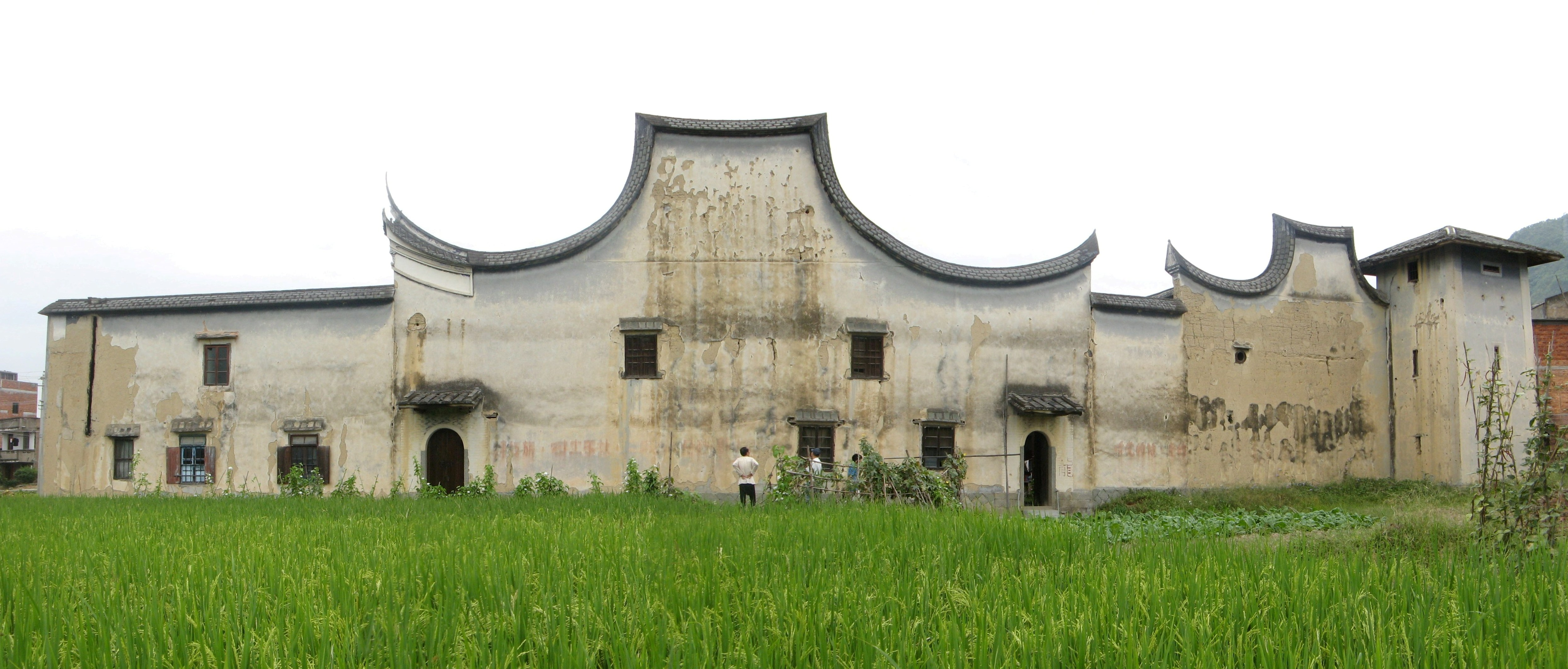
闽清坂东镇的一座刘氏民居
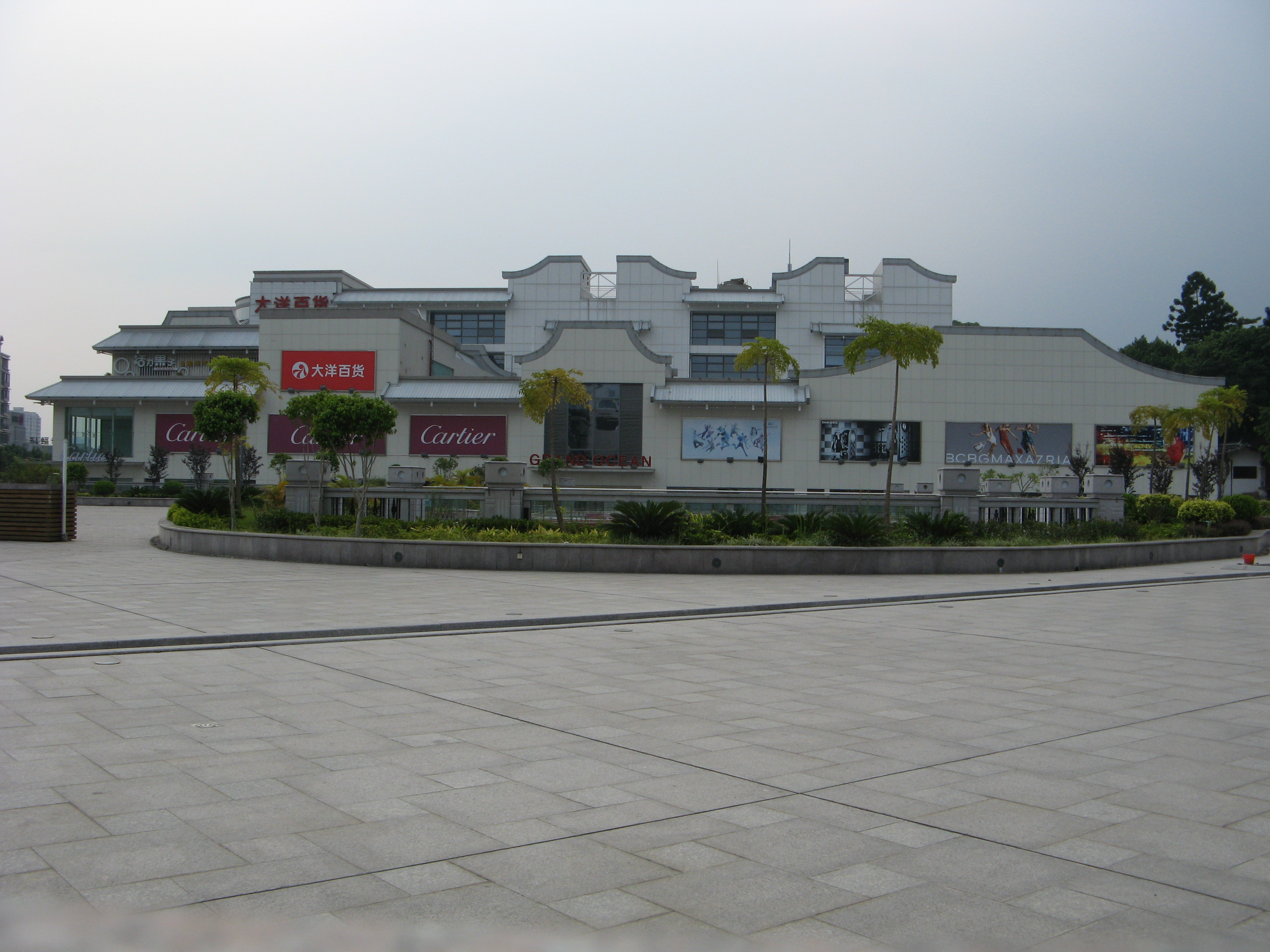
福州冠亚广场的仿风火墙外观
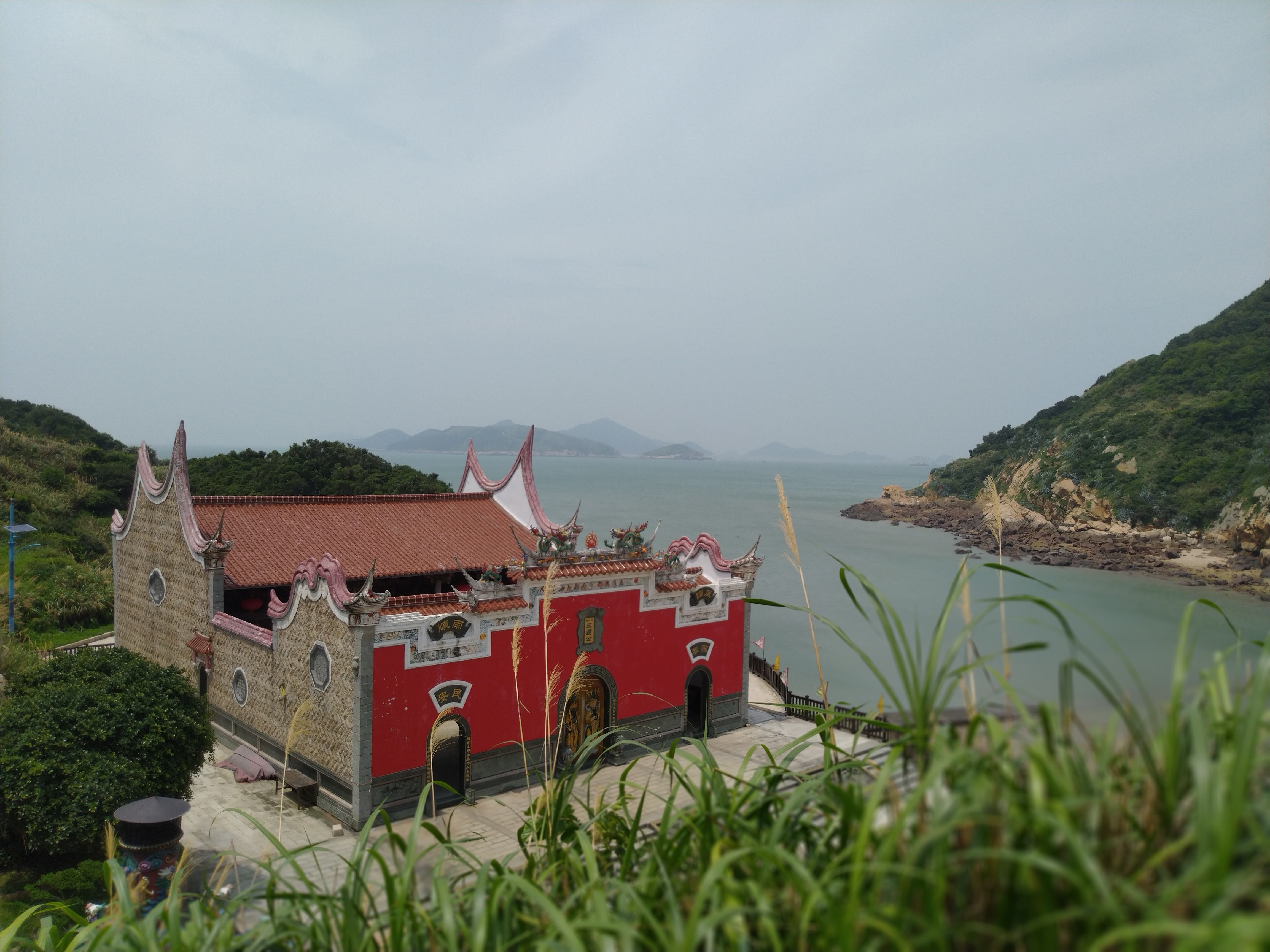
馬祖牛峰境五靈公廟水型及火型封火山牆